# Pseudotrapelus dhofarensis
Pseudotrapelus dhofarensis (лат.) — вид ящериц семейства агамовые. Назван по типовому местообитанию — мухафазе Дофар (Оман).

## Внешний вид
Агама среднего размера с длиной тела без хвоста до 10,1 см. Голова крупная, с большими слуховыми отверстиями. Туловище уплощено и покрыто сверху мелкими килеватыми чешуями, наложенными друг на друга подобно черепице. Чешуи на боках и брюхе мелкие и гладкие. Конечности длинные и тонкие. Хвост в два раза длиннее туловища. Окраска очень разнообразна. Хвост полосатый. Самцы в брачном наряде с ярко-синими головой, горлом, передними лапами и большей частью хвоста.

## Распространение
Обитает в Омане на острове Масира и вдоль южного побережья страны. Ареал предположительно может простираться до восточного Йемена.

## Образ жизни
Занимает разнообразные открытые места обитания: от каменистых вади с плотной растительностью до бесплодных скалистых склонов и гравийных равнин. Активен днём. Любит греться на солнце. Самцов часто можно видеть на вершинах скал, когда они приподнимаются на передних лапах и кивают головой. В случае опасности агамы быстро убегают. Питаются насекомыми и другими членистоногими. Самки откладывают от 5 до 9 яиц.